# Циликин, Дмитрий Владимирович
Дми́трий Влади́мирович Цили́кин (28 октября 1961, Ленинград — 27 марта 2016, Санкт-Петербург) — российский актёр, журналист, фотограф, музыкальный и театральный критик.

## Биография
Дмитрий Циликин родился 28 октября 1961 года в Ленинграде. В 1982 году окончил ЛГИТМиК. С 1982 по 1990 годы — актёр Ленинградского академического театра комедии имени Н. П. Акимова.
В 1992 году ушёл в журналистику, начав работать в газете «Час пик», где прошёл путь от корреспондента до редактора блока «Культура и общество». Кроме того, Циликин также печатался в таких газетах и журналах как «Известия», «Ведомости», «Коммерсантъ», «Московские новости», «Время новостей», «Vogue», «Elle», «Эксперт», «Профиль», «Театр» и других. Также он был обозревателем информационного агентства «Росбалт» и в качестве автора и ведущего работал на РТР, Пятом канале и на радиостанции «Эхо Петербурга».
27 марта 2016 года Дмитрий Циликин был убит  в своей квартире.
Похоронен 9 апреля 2016 года на Серафимовском кладбище.

## Творчество
В апреле 2013 года Циликин стал победителем национальной премии в области прессы «Искра» в номинации «Рецензия». Циликин также награждался специальной премией жюри конкурса «Золотое перо» в 2001 году и входил в экспертный совет театральной премии «Золотая маска». В 2016 году Циликину уже посмертно была вручена ещё одна премия «Золотое перо» — в номинации «Культурное пространство».
Театральные рецензии
- статьи о спектаклях «Дом, который построил Свифт»[11], «Новое время»[12] («Деловой Петербург», декабрь 2015);
- статьи о «Симфонии в трёх движениях»[13] и спектакле «The Demons»[14] («Деловой Петербург», январь 2016);
- статьи о спектаклях «Рикки-Тикки-Тави»[15], «Сон об осени»[16] и об опере «Симон Бокканегра»[17] («Деловой Петербург», февраль 2016);
- статьи о спектаклях «Сегодня. 2016»[18], «По ту сторону занавеса»[19], «Письмовник»[20] («Деловой Петербург», март 2016).

## Убийство и расследование
31 марта 2016 года Дмитрий Циликин был найден в своей квартире мёртвым. На теле убитого было обнаружено около тридцати ранений, нанесённых колюще-режущим предметом. Следов взлома обнаружено не было — убийца находился в гостях у жертвы. После совершения преступления убийца забрал из квартиры убитого ноутбук, телефон и деньги на общую сумму 43,5 тыс. рублей, а также запер жертву в квартире его же ключами. Смерть наступила около 17 часов 27 марта в результате потери крови.
Через неделю после убийства следствие установило личность преступника — им оказался 21-летний студент Гидрометеорологического университета Сергей Косырев. Преступник был задержан полицией 7 апреля и вскоре сознался в совершении убийства. В ходе расследования также было установлено, что убийца и жертва были едва знакомы (только по переписке в интернете). По признаниям Косырева, он знал о гомосексуальности Циликина и изначально планировал собрать на него компромат, чтобы затем шантажировать его, угрожая аутингом. Однако, как выяснила полиция, Косырев, отправившись на встречу с журналистом, взял с собой охотничий нож, травматический пистолет, комплект чистой одежды и перчатки, что может говорить о заранее планировавшемся убийстве. Позднее на одном из допросов убийца заявил, что разделяет ультраправые взгляды и является «чистильщиком», а мотивом убийства послужила не неприязнь, как утверждалось в полицейском протоколе, а ненависть.
Тем не менее, следствие в официальном заключении пришло к выводу, что убийство имело бытовой характер и было совершено на почве «внезапно возникшей ссоры». В связи с этим более 40 деятелей культуры, в том числе Александр Сокуров, Александр Мелихов, Анна Алексахина и другие, подали петицию с требованием переквалифицировать уголовное дело как преступление на почве ненависти по отношению к определённой социальной группе (убийство на почве гомофобии). После убийства Циликина в New York Times была опубликована статья известной ЛГБТ-активистки Маши Гессен о загадочных убийствах многих известных российских деятелей культуры, таких как, например, Илья Зимин, Вячеслав Титов, Алексей Девотченко, погибших при схожих обстоятельствах.
В мае 2017 года убийца был приговорён к 8,5 годам колонии строгого режима. В сентябре 2017 года после поданной апелляции суд оставил в силе приговор.